# Île Charlemagne
Cet article concerne l'île Charlemagne. Pour la base de loisirs, voir base de loisirs de l'Île Charlemagne.
L’île Charlemagne est une île fluviale française située sur le cours de la Loire et le territoire de la commune de Saint-Jean-le-Blanc, dans le département du Loiret en région Centre-Val de Loire.
L'îlot accueille notamment une base de plein air et de loisirs.

## Géographie
L'île Charlemagne s'étend sur 0,71 km2 sur la rive gauche de la Loire, sur le territoire de la commune de Saint-Jean-le-Blanc, dans l'est de l'agglomération orléanaise, à environ 97 m d'altitude.
L'île est traversée par l'itinéraire cyclotouristique de La Loire à vélo qui constitue une partie de la véloroute EuroVelo 6.
Elle est située dans le périmètre de la région naturelle du Val de Loire inscrit au patrimoine mondial de l'UNESCO.

## Histoire
Après avoir été partagée entre les communes d'Orléans et de Saint-Jean-de-Braye en 1790 sous la Révolution française, l'île Charlemagne est rattachée à la commune de Saint-Jean-le-Blanc par la loi datée du 19 juin 1911.
Dès la fin du XIXe siècle, l'île est utilisée pour les loisirs,.

## Description
Le caractère insulaire du site est dû à la présence d'un bras de la Loire d'une longueur d'environ 2,5 km.
Quatre plans d'eau sont situés sur l'île, de respectivement 9 200 m2, 13 000 m2, 18 600 m2 et 0,29 km2. Quatre passerelle permettent d'accéder à l'île depuis la rive gauche de la Loire.

## Écologie
L'îlot, à l'exception du plan d'eau principal, constitue une zone naturelle d'intérêt écologique, faunistique et floristique (ZNIEFF) de type 2 située dans la zone spéciale de conservation dite de la Vallée de la Loire de Tavers à Belleville-sur-Loire du réseau Natura 2000.

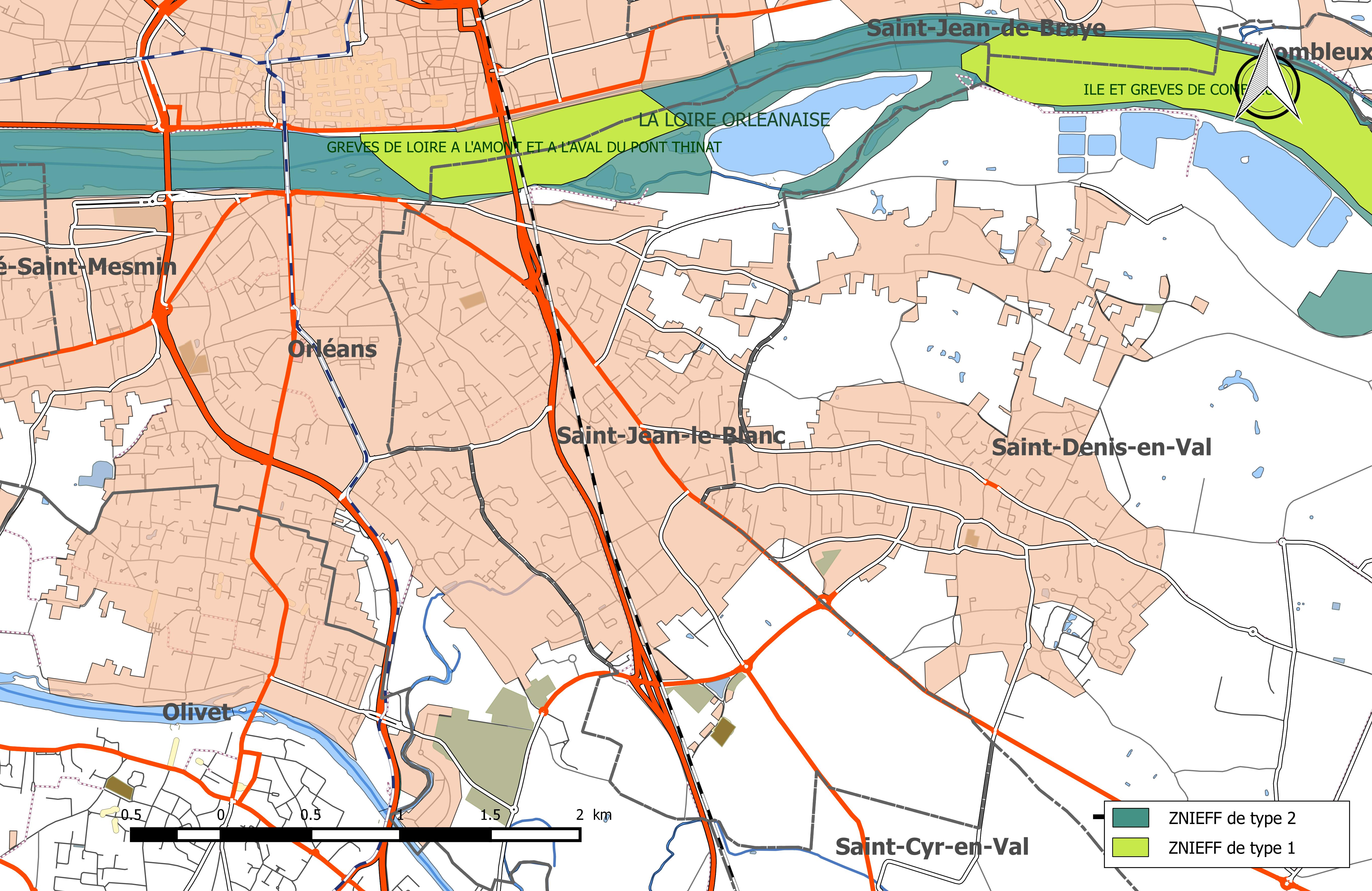
L'île Charlemagne est située dans le nord de Saint-Jean-le-Blanc, le classement Natura 2000 inclut l'île à l'exception du plan d'eau principal.